# Mistrzostwa Europy w Lekkoatletyce 2010 – skok o tyczce kobiet
Skok o tyczce kobiet – jedna z konkurencji rozegranych podczas lekkoatletycznych mistrzostw Europy na Estadi Olímpic Lluís Companys w Barcelonie.

## Terminarz
| Data     | Godzina |            |
| -------- | ------- | ---------- |
| 28 lipca | 10:30   | Eliminacje |
| 30 lipca | 18:30   | Finał      |

## Rezultaty
| WR - rekord świata \| CR - rekord mistrzostw \| NR - rekord kraju \| AR - rekord kontynentu                    |
| SB - najlepszy wynik w sezonie \| WL - najlepszy tegoroczny wynik na listach światowych \| PB - rekord życiowy |

### Eliminacje
Do eliminacji przystąpiło 25 zawodniczek z 18 krajów. Tyczkarki podzielono na dwie grupy eliminacyjne. Bezpośredni awans do finału zapewniało pokonanie wysokości 4,40 (Q) lub znalezienie się w gronie 12. najlepszych skoczkiń (q).
| Pozycja | Grupa | Zawodnik               | Reprezentacja   | 3.95 | 4.05 | 4.15 | 4.25 | 4.35 | 4.40 | Rezultat | Uwagi  |
| ------- | ----- | ---------------------- | --------------- | ---- | ---- | ---- | ---- | ---- | ---- | -------- | ------ |
| 1       | A     | Swietłana Fieofanowa   | Rosja           | -    | -    | -    | -    | -    | o    | 4.40     | Q      |
| 1       | B     | Jiřina Ptáčníková      | Czechy          | -    | -    | -    | o    | -    | o    | 4.40     | Q      |
| 1       | A     | Silke Spiegelburg      | Niemcy          | -    | -    | -    | -    | -    | o    | 4.40     | Q      |
| 4       | B     | Julia Gołubczikowa     | Rosja           | -    | -    | -    | o    | -    | xo   | 4.40     | Q      |
| 4       | B     | Carolin Hingst         | Niemcy          | -    | -    | -    | -    | -    | xo   | 4.40     | Q      |
| 6       | B     | Anastazja Szwedowa     | Białoruś        | -    | -    | -    | xo   | o    | xo   | 4.40     | Q      |
| 7       | A     | Kate Dennison          | Wielka Brytania | -    | -    | o    | o    | o    | x    | 4.35     | q      |
| 7       | A     | Tina Šutej             | Słowenia        | -    | o    | o    | o    | o    | -    | 4.35     | q      |
| 9       | B     | Minna Nikkanen         | Finlandia       | -    | o    | o    | xo   | o    | x-   | 4.35     | q      |
| 10      | A     | Lisa Ryzih             | Niemcy          | -    | -    | -    | -    | xo   | x    | 4.35     | q      |
| 11      | A     | Cathrine Larsåsen      | Norwegia        | -    | xo   | o    | xxo  | xo   | x    | 4.35     | q, NR  |
| 12      | B     | Anna Katharina Schmid  | Szwajcaria      | -    | xo   | o    | xxo  | xxo  | x-   | 4.35     | q, =PB |
| 13      | B     | Nikoléta Kiriakopoúlou | Grecja          | -    | -    | o    | o    | xxx  |      | 4.25     |        |
| 14      | A     | Naroa Agirre           | Hiszpania       | -    | xo   | o    | o    | xxx  |      | 4.25     |        |
| 15      | A     | Mariánna Zahariádi     | Cypr            | -    | xo   | o    | xo   | xxx  |      | 4.25     |        |
| 16      | A     | Romana Maláčová        | Czechy          | -    | o    | o    | xxo  | xxx  |      | 4.25     |        |
| 17      | B     | Afrodíti Skafída       | Grecja          | xo   | xxo  | xxo  | xxo  | xxx  |      | 4.25     |        |
| 18      | B     | Hanna-Mia Persson      | Szwecja         | -    | o    | o    | xxx  |      |      | 4.15     |        |
| 18      | B     | Anna María Pinero      | Hiszpania       | -    | o    | o    | xxx  |      |      | 4.15     |        |
| 20      | B     | Caroline Bonde Holm    | Dania           | -    | o    | xo   | xxx  |      |      | 4.15     | =SB    |
| 21      | A     | Victoria Pena          | Irlandia        | o    | xo   | xo   | xxx  |      |      | 4.15     | =NR    |
| 22      | A     | Elena Scarpellini      | Włochy          | -    | o    | -    | xxx  |      |      | 4.05     |        |
| 23      | B     | Maria Eleonor Tavares  | Portugalia      | o    | xo   | xxx  |      |      |      | 4.05     |        |
| 24      | A     | Sandra-Hélèna Tavares  | Portugalia      | o    | -    | xxx  |      |      |      | 3.95     |        |
|         | B     | Denise Groot           | Holandia        | -    | xxx  |      |      |      |      | NM       |        |

### Finał
| Poz. | Zawodniczka           | Reprezentacja   | 4.15 | 4.25 | 4.35 | 4.45 | 4.55 | 4.65 | 4.70 | 4.75 | Rezultat | Uwagi |
| ---- | --------------------- | --------------- | ---- | ---- | ---- | ---- | ---- | ---- | ---- | ---- | -------- | ----- |
|      | Swietłana Fieofanowa  | Rosja           | —    | —    | —    | o    | —    | o    | xo   | o    | 4.75     | EL    |
|      | Silke Spiegelburg     | Niemcy          | —    | —    | —    | o    | o    | o    | xx-  | x    | 4.65     |       |
|      | Lisa Ryzih            | Niemcy          | —    | —    | xo   | —    | xxo  | o    | xx-  | x    | 4.65     | PB    |
| 4    | Anastazja Szwedowa    | Białoruś        | —    | o    | xo   | xo   | o    | xo   | xxx  |      | 4.65     | NR    |
| 5    | Jiřina Ptáčníková     | Czechy          | —    | o    | —    | o    | o    | xxo  | xxx  |      | 4.65     |       |
| 6    | Kate Dennison         | Wielka Brytania | —    | o    | o    | o    | xo   | xxx  |      |      | 4.55     | =SB   |
| 7    | Julia Gołubczikowa    | Rosja           | —    | o    | —    | xo   | xo   | xxx  |      |      | 4.55     |       |
| 8    | Cathrine Larsåsen     | Norwegia        | o    | xo   | o    | xxx  |      |      |      |      | 4.35     | =NR   |
| 9    | Minna Nikkanen        | Finlandia       | o    | xo   | xo   | xxx  |      |      |      |      | 4.35     |       |
| 10   | Tina Šutej            | Słowenia        | xxo  | xo   | xo   | xxx  |      |      |      |      | 4.35     |       |
| 11   | Carolin Hingst        | Niemcy          | —    | —    | xxo  | xxx  |      |      |      |      | 4.35     |       |
|      | Anna Katharina Schmid | Szwajcaria      | xxx  |      |      |      |      |      |      |      | NM       |       |